# 令和9年度全国高等学校総合体育大会
令和9年度全国高等学校総合体育大会（れいわきゅうねんどぜんこくこうとうがっこうそうごうたいいくたいかい）は、2027年（令和9年）7月から2028年（令和10年）2月にかけて行われる全国高等学校総合体育大会である。
実施34競技のうち、30競技による夏季大会が2027年7月末- 8月末を開催期間として南関東ブロック4都県で、男女サッカーが福島県で、女子サッカー、冬季大会の4競技が競技種目ごとに下記開催地および開催期間にてそれぞれ実施される。